# Eliza Wyszko
Eliza Wyszko – polska biolog molekularny i biochemik, profesor nauk ścisłych i przyrodniczych, pracownik naukowy Instytutu Chemii Bioorganicznej PAN, gdzie kieruje Pracownią Analiz Struktur Subkomórkowych. Specjalizuje się w biologii molekularnej i biochemii.

## Życiorys
W 1996 r. obroniła rozprawę doktorską pt.Izolacja i charakterystyka roślinnego białka specyficznie oddziałującego z rybosomalnym 5S RNA, wykonaną na Wydziale Biologii UAM pod kierunkiem prof. Mirosławy Naskręt-Barciszewskiej. Stopień doktora habilitowanego nauk chemicznych uzyskała w 2008 r. w ICHB PAN na podstawie pracy pt.Technologie RNA w molekularnej biologii i medycynie. W 2021 r. z rąk prezydenta RP uzyskała tytuł profesora nauk ścisłych i przyrodniczych. Do 2022 r. wypromowała 2 doktorów.

## Projekty badawcze
Kierowane projekty badacze finansowane przez Narodowe Centrum Nauki:
- Rybozyd kinetyny i jego pochodne – analiza właściwości apoptotycznych i mechanizmu działania w komórkach guzów mózgu (OPUS 7; 2015–2019)
- Właściwości przeciwstarzeniowe 4-N-furfurylocytozyny w zróżnicowanych wiekowo komórkach eukariotycznych, drożdżach oraz mysim modelu starzenia – OPUS 13; 2018–2023)